# Korkut
Korkut (en kurde Tîl) est une ville et un district de la province de Muş dans la région de l'Anatolie orientale en Turquie.